# San Cristóbal de la Barranca
San Cristóbal de la Barranca là một đô thị thuộc bang Jalisco, México. Năm 2005, dân số của đô thị này là 3207 người.